# FashionTelevisionChannel
FashionTelevisionChannel était une chaîne de télévision canadienne spécialisée de catégorie A lancée le 7 septembre 2001 et appartenant à Bell Media. Elle a été créée à la suite du succès de l'émission canadienne FashionTelevision (en) produite de 1985 à 2012 pour Citytv. À l'origine, elle diffusait une programmation reliée à la mode, à la beauté, au stylisme, à l'art, à l'architecture, à la photographie et au design. Sous la propriété de Bell Média, elle diffusait des émissions de toutes sortes n'ayant aucun lien avec la mode.

## Histoire
Après avoir obtenu sa licence auprès du CRTC en 2000, CHUM Limited a lancé FashionTelevisionChannel le 7 septembre 2001.
CTVglobemedia a fait l'acquisition de la chaîne lors de son achat de CHUM Limited le 22 juin 2007. Bell Canada a fait l'acquisition de CTVglobemedia le 1er avril 2011 et a renommé la compagnie pour Bell Media. Au cours des années sous cette nouvelle propriété, les émissions autour du thème de la mode ont été diluées et réduites au minimum.
Parmi la programmation à l'automne 2016, on peut compter des rediffusions trois fois par jour des émissions The Marilyn Denis Show (en) produite pour le réseau CTV, Late Night with Seth Meyers, The Late Late Show with James Corden, The Ellen DeGeneres Show et The Dr. Oz Show, des émissions comme Cash Cab, InnerSPACE (en), etc.
En 2015, le site web de la chaîne est désormais opérée par Fashion Television International Limited basé à Londres, et n'a aucun lien avec la chaîne canadienne.
Le 21 janvier 2021, le CRTC approuve la demande de révocation de sa licence pour le 21 février 2021.